# Joseph Kekuku
Joseph Kekuku (* 1874 in Lāʻie auf Oʻahu, Königreich Hawaiʻi als Joseph Kekukuʻupenakanaʻiaupuniokamehameha Apuakehau; † 16. Januar 1932 in Morristown, New Jersey) war ein hawaiischer Musiker. Er gilt als Erfinder der Hawaii-Gitarre, deren Saiten mit einem Metallstab gespielt werden.
Sein bürgerlicher Name bedeutet übersetzt Behüter der Netze, die das Königreich Kamehamehas umgeben.

## Leben
Aufgewachsen in Lāʻie, ging Kekuku in die Kamekameha School. Mit elf Jahren begann er Gitarre zu spielen. Nachdem er mit verschiedenen Gegenständen die Saiten anspielte, war er von dem sehnsuchtsvollen Ton, den der Metallstab hervorbrachte, sehr beeindruckt. Er trat zunächst nur in Hawaii auf, dort wurde seine neue Art der Gitarre schnell übernommen. Um 1905 begann er dann mit einem Vaudeville eine Tournee durch die USA, was zu einem regelrechten Hawaiian-Musik-Boom führte. Selbst in Europa trat er auf und lehrte den Umgang mit seinem Instrument. Bald war die Steel Guitar beliebter als jedes andere Instrument und wurde in verschiedene andere Musikrichtungen wie die Country-Musik übernommen.
Joseph Kekuku starb am 16. Januar 1932 im Alter von 58 Jahren. Sein Grab befindet sich in Dover, New Jersey. Er wurde 1995 postum in die Hawaiian Music Hall of Fame aufgenommen.